# Nummer 1-hits in de Billboard Best Sellers Chart in 1945
Deze hits stonden tot en met 17 maart 1945 op nummer 1 in Billboards Best Selling Retail Records hitlijst en vanaf 24 maart 1945 in Billboards Best-Selling Popular Retail Records hitlijst.
| Datum        | Artiest                       | Titel                                     |
| ------------ | ----------------------------- | ----------------------------------------- |
| 6 januari    | Bing Crosby & Andrews Sisters | Don't fence me in                         |
| 13 januari   | Bing Crosby & Andrews Sisters | Don't fence me in                         |
| 20 januari   | Bing Crosby & Andrews Sisters | Don't fence me in                         |
| 27 januari   | Bing Crosby & Andrews Sisters | Don't fence me in                         |
| 3 februari   | Bing Crosby & Andrews Sisters | Don't fence me in                         |
| 10 februari  | Bing Crosby & Andrews Sisters | Don't fence me in                         |
| 17 februari  | Andrews Sisters               | Rum and Cola-Cola                         |
| 24 februari  | Andrews Sisters               | Rum and Cola-Cola                         |
| 3 maart      | Andrews Sisters               | Rum and Cola-Cola                         |
| 10 maart     | Andrews Sisters               | Rum and Cola-Cola                         |
| 17 maart     | Andrews Sisters               | Rum and Cola-Cola                         |
| 24 maart     | Andrews Sisters               | Rum and Cola-Cola                         |
| 31 maart     | Andrews Sisters               | Rum and Cola-Cola                         |
| 7 april      | Les Brown                     | My dreams are getting better all the time |
| 14 april     | Les Brown                     | My dreams are getting better all the time |
| 21 april     | Les Brown                     | My dreams are getting better all the time |
| 28 april     | Les Brown                     | My dreams are getting better all the time |
| 5 mei        | Les Brown                     | My dreams are getting better all the time |
| 12 mei       | Les Brown                     | My dreams are getting better all the time |
| 19 mei       | Les Brown                     | My dreams are getting better all the time |
| 26 mei       | Les Brown                     | Sentimental Journey                       |
| 2 juni       | Les Brown                     | Sentimental journey                       |
| 9 juni       | Les Brown                     | Sentimental journey                       |
| 16 juni      | Les Brown                     | Sentimental journey                       |
| 23 juni      | Les Brown                     | Sentimental journey                       |
| 30 juni      | Les Brown                     | Sentimental journey                       |
| 7 juli       | Les Brown                     | Sentimental journey                       |
| 14 juli      | Les Brown                     | Sentimental journey                       |
| 21 juli      | Les Brown                     | Sentimental journey                       |
| 28 juli      | Johnny Mercer                 | On the Atchison, Topeka and Santa Fe      |
| 4 augustus   | Johnny Mercer                 | On the Atchison, Topeka and Santa Fe      |
| 11 augustus  | Johnny Mercer                 | On the Atchison, Topeka and Santa Fe      |
| 18 augustus  | Johnny Mercer                 | On the Atchison, Topeka and Santa Fe      |
| 25 augustus  | Johnny Mercer                 | On the Atchison, Topeka and Santa Fe      |
| 1 september  | Johnny Mercer                 | On the Atchison, Topeka and Santa Fe      |
| 8 september  | Johnny Mercer                 | On the Atchison, Topeka and Santa Fe      |
| 15 september | Perry Como                    | Till the end of time                      |
| 22 september | Perry Como                    | Till the end of time                      |
| 29 september | Perry Como                    | Till the end of time                      |
| 6 oktober    | Perry Como                    | Till the end of time                      |
| 13 oktober   | Perry Como                    | Till the end of time                      |
| 20 oktober   | Perry Como                    | Till the end of time                      |
| 27 oktober   | Perry Como                    | Till the end of time                      |
| 3 november   | Perry Como                    | Till the end of time                      |
| 10 november  | Perry Como                    | Till the end of time                      |
| 17 november  | Sammy Kaye                    | Chickery chick                            |
| 24 november  | Harry James                   | It's been a long, long time               |
| 1 december   | Harry James                   | It's been a long, long time               |
| 8 december   | Bing Crosby & Les Paul        | It's been a long, long time               |
| 15 december  | Sammy Kaye                    | Chickery chick                            |
| 22 december  | Harry James                   | It's been a long, long time               |
| 29 december  | Sammy Kaye                    | Chickery chick                            |

1940 ·
1941 · 
1942 ·
1943 ·
1944 ·
1945 ·
1946 ·
1947 ·
1948 ·
1949 ·
1950 ·
1951 ·
1952 ·
1953 ·
1954 ·
1955 ·
1956 ·
1957 ·
1958 ·
1959 ·
1960 ·
1961 ·
1962 ·
1963 ·
1964 ·
1965 ·
1966 ·
1967 ·
1968 ·
1969 ·
1970 ·
1971 ·
1972 ·
1973 ·
1974 ·
1975 ·
1976 ·
1977 ·
1978 ·
1979 ·
1980 ·
1981 ·
1982 ·
1983 ·
1984 ·
1985 ·
1986 ·
1987 ·
1988 ·
1989 ·
1990 ·
1991 ·
1992 ·
1993 ·
1994 ·
1995 ·
1996 ·
1997 ·
1998 ·
1999 ·
2000 ·
2001 ·
2002 ·
2003 ·
2004 ·
2005 ·
2006 ·
2007 ·
2008 ·
2009 ·
2010 ·
2011 ·
2012 ·
2013 ·
2014 ·
2015 ·
2016 ·
2017 ·
2018 ·
2019 ·
2020 ·
2021 ·
2022 ·
2023